# Europaparlamentsvalet i Polen 2009
Europaparlamentsvalet i Polen 2009 ägde rum söndagen den 7 juni 2009. Drygt 30 miljoner personer var röstberättigade i valet om de 50 mandat som Polen hade tilldelats innan valet. I valet tillämpade landet ett valsystem med partilistor, d’Hondts metod och en spärr på 5 procent för småpartier. Landet var uppdelat i tretton valkretsar. Från början antog sejmen ett lagförslag om att ändra den polska vallagen så att valet skulle kunna hållas under två dagar. Den 5 mars 2009 skickade emellertid president Lech Kaczyński förslaget till konstitutionsdomstolen för granskning om det stred mot grundlagen.
Valet var en stor framgång för liberalkonservativa Medborgarplattformen, som inte bara behöll sin position som största parti utan också utökade sitt försprång. Valresultatet innebar nästan en fördubbling av partiets antal röster, och antalet mandat ökade från 15 till 25. Även oppositionspartiet tillika nationalkonservativa Lag och rättvisa gick kraftigt framåt och mer än fördubblade sitt antal mandat. Likaså erhöll Demokratiska vänsterförbundet två mandat mer än i valet 2004. Polska folkpartiet tappade däremot ett mandat, trots att partiet fick en något större andel av rösterna än 2004.
Polska familjeförbundet, Samoobrona, Polens socialdemokrati, Polska folkpartiet Piast, Naprzód Polsko och Partia Demokratyczna – demokraci.pl (tidigare Frihetsunionen) förlorade alla sina mandat. Efter valet var således endast fyra polska partier representerade i Europaparlamentet.
Valdeltagandet hamnade på 24,53 procent, vilket var något högre än i valet 2004, men fortfarande lågt. Det kan jämföras med valdeltagandet i Polens parlamentsval 2007 som låg på strax över 50 procent.

## Valresultat
|                                                                                                |          |  |            |        |
|                                                                                                | Andel    |  | Antal      | Mandat |
| Medborgarplattformen                                                                           | 44,43 %  |  | 3 271 852  | 25     |
| Medborgarplattformen                                                                           | +20,33 % |  | +1 804 077 | +10    |
| Lag och rättvisa                                                                               | 27,40 %  |  | 2 017 607  | 15     |
| Lag och rättvisa                                                                               | +14,73 % |  | +1 245 749 | +8     |
| Demokratiska vänsterförbundet                                                                  | 12,34 %  |  | 908 765    | 7      |
| Demokratiska vänsterförbundet                                                                  | +2,99 %  |  | +339 454   | +2     |
| Polska folkpartiet                                                                             | 7,01 %   |  | 516 146    | 3      |
| Polska folkpartiet                                                                             | +0,67 %  |  | +129 806   | –1     |
| Samoobrona                                                                                     | 1,46 %   |  | 107 185    | 0      |
| Samoobrona                                                                                     | –9,32 %  |  | –549 597   | –6     |
| Övriga partier och kandidater                                                                  | 7,36 %   |  | 543 208    | 0      |
| Övriga partier och kandidater                                                                  | –29,40 % |  | –1 696 257 | –17    |
| Ogiltiga och blanka röster                                                                     | 1,77 %   |  | 132 533    | 0      |
| Ogiltiga och blanka röster                                                                     | –0,90 %  |  | –34 486    | ±0     |
| Valdeltagande                                                                                  | 24,53 %  |  | 7 497 296  | 50     |
| Valdeltagande                                                                                  | +3,66 %  |  | +1 238 746 | –4     |
| Antal röstberättigade 30 565 272 28 EPP 07 S&D 00 ALDE 00 G/EFA 15 ECR 00 GUE/NGL 00 EFD 00 NI |          |  |            |        |